# Casa das Rodas
A Casa de Rodas, ou Casa de Rodas, localiza-se na atual freguesia de Monção e Troviscoso, no município de Monção, em Portugal.
A casa foi construída originalmente pelos Pita Palhares Antas Marinho no século XVI, tendo pertencido à mesma família até 2022.
Em 1961 foi implementado um projecto de arquitectura paisagista para o jardim por Gonçalo Ribeiro Telles.
Está classificada como Imóvel de Interesse Público deste 3 de Janeiro de 1986.

## Produção vinícola
Na quinta com 27,4 hectares produz-se vinho Alvarinho.
Em dezembro de 2022, a Symington Family Estates adquiriu a Casa de Rodas. A Symington é uma empresa familiar de origens britânicas que está em Portugal desde o século XIX e é um dos maiores produtores mundiais de vinho do Porto ‘premium’, o principal proprietário de vinhas no Alto Douro e um dos principais produtores de vinho de Portugal.